# Chimera (Ardecore)
Chimera è un album discografico del gruppo romano degli Ardecore, pubblicato e distribuito nel 2007 con Il manifesto.
Il disco ha vinto la Targa Tenco nella categoria "miglior opera prima".

## Tracce
1. Miniera - 4:33
2. M'affaccio alla finestra - 5:00
3. Parole controvento - 5:03
4. Quel ritmo americano - 2:49
5. Sinnò me moro (Gabriella Ferri) - 4:26
6. Buon Natale - 4:18
7. Chimera - 3:34
8. Beatrice - 3:48
9. Nessuno - 3:37
10. Chi sa perché - 4:24